# Patera de Malibran
Malibran Patera
Pour les articles homonymes, voir Malibran.
La patera de Malibran (désignation internationale : Malibran Patera) est une patera située sur Vénus dans le quadrangle de Taussig (V-39).
Elle a été nommée en référence à María-Felicia García, dite « la Malibran », cantatrice française d'origine espagnole (1808–1836), sœur de Pauline Viardot-Garcia (éponyme de Viardot Patera).